# Carmustin
Carmustin (auch Bis-Chlorethyl-Nitroso-Urea, abgekürzt BCNU) ist ein zytostatisch wirksamer Arzneistoff, der in der Behandlung bestimmter schwerer, fortgeschrittener Krebserkrankungen verwendet wird. Wegen seiner starken Nebenwirkungen kommt Carmustin nur sehr beschränkt zur Anwendung. Die Deutsche Gesellschaft für Hämatologie und Medizinische Onkologie (DGHO) beurteilt Carmustin als unersetzbar für die Vorbereitung von Patienten für eine Stammzelltransplantation.

## Chemische Einordnung
Chemisch gehört die Substanz zur Gruppe der Nitrosoharnstoffe, deren Wirkung gegen Krebszellen auf der Alkylierung von Nukleinsäuren (DNA, RNA) beruht (Alkylantien).

## Preispolitik
Nachdem der ursprüngliche Hersteller die Zulassung des Carmustinpräparats Carmubris 2013 an das indische Unternehmen Emcure Pharmaceuticals verkaufte und 2014 den Vertrieb in Deutschland einstellte, wird das Mittel des neuen Lizenzinhabers über dessen Vertriebsfirma für den deutschen Markt importiert. Der Preis für das Medikament vervielfachte sich. Kosteten 100 Milligramm 2013 noch 35 Euro, stieg der Preis bis zum Jahr 2018 mit 1.400 Euro auf das Vierzigfache.

## Handelspräparate
Carmubris (A), Gliadel (D, A)
Im Juli 2018 wurde in der EU das erste Carmustingenerikum zugelassen für die Behandlung von Hirntumoren (Glioblastom, Hirnstammgliom, Medulloblastom, Astrozytom und Ependymom), Hirnmetastasen sowie die Zweittherapie bei Non-Hodgkin-Lymphom und Morbus Hodgkin.